# Superliga de Serbia 2016-17
La temporada 2016-17 fue la edición número 11 de la Superliga de Serbia. La temporada comenzó el 22 de julio de 2016 y terminó el 21 de mayo de 2017. Estrella Roja es el campeón defensor.

## Formato
Los 16 equipos participantes jugaron entre sí todos contra todos dos veces totalizando 30 partidos cada uno, al término de la fecha 30 los 8 primeros pasaron a jugar en el Grupo campeonato mientras que los 8 restantes lo hicieron en el Grupo descenso, dentro de cada grupo los equipos jugaron entre sí una sola vez sumando 7 partidos más.
El primer clasificado del grupo campeonato obtuvo un cupo para la segunda ronda de la Liga de Campeones de la UEFA 2017-18, mientras que el segundo y tercer clasificado obtuvieron un cupo para la primera ronda de la Liga Europea 2017-18; por otro lado los dos últimos clasificados del grupo descenso descendieron a la Primera Liga Serbia 2017-18.
Un tercer cupo para la primera ronda de la Liga Europa de la UEFA 2017-18 fue asignado al campeón de la Copa de Serbia.

## Ascensos y descensos
| Pos. | Descendidos de la Superliga 2015-16 |
| ---- | ----------------------------------- |
| 15   | OFK Belgrado                        |
| 16   | FK Jagodina                         |

| Pos. | Ascendidos de Primera Liga Serbia 2015-16 |
| ---- | ----------------------------------------- |
| 1    | FK Napredak Kruševac                      |
| 2    | FK Bačka Palanka                          |

## Equipos participantes
| Pos.   | Equipo               | Ciudad           | Estadio                     | Capacidad |
| ------ | -------------------- | ---------------- | --------------------------- | --------- |
| 1      | Estrella Roja        | Belgrado         | Estadio Estrella Roja       | 55538     |
| 2      | FK Partizan          | Belgrado         | Estadio Partizan            | 32710     |
| 3      | FK Čukarički         | Belgrado         | Stadion Čukarički           | 4070      |
| 4      | FK Vojvodina         | Novi Sad         | Estadio Karađorđe           | 14458     |
| 5      | FK Radnički Niš      | Niš              | Stadion Čair                | 18151     |
| 6      | FK Borac Čačak       | Čačak            | Čačak Stadium               | 8000      |
| 7      | FK Voždovac          | Belgrado         | Estadio Voždovac            | 5200      |
| 8      | FK Radnik Surdulica  | Surdulica        | Gradski stadion Surdulica   | 3500      |
| 9      | FK Mladost Lučani    | Lučani           | Stadion Mladost Lučani      | 8000      |
| 10     | FK Spartak Subotica  | Subotica         | Gradski stadion Subotica    | 13000     |
| 11     | FK Metalac Gornji    | Gornji Milanovac | Stadion FK Metalac          | 4400      |
| 12     | FK Rad Belgrado      | Belgrado         | Stadion Kralj Petar I       | 6000      |
| 13     | FK Javor Ivanjica    | Ivanjica         | Ivanjica Stadium            | 4000      |
| 14     | FK Novi Pazar        | Novi Pazar       | City Stadium                | 12000     |
| 1 (SD) | FK Napredak Kruševac | Kruševac         | Stadion Mladost Kruševac    | 10811     |
| 2 (SD) | FK Bačka Palanka     | Backa Palanka    | Stadion Slavko Maletin Vava | 5500      |

## Tabla de posiciones

### Temporada regular
Actualizado el 13 de abril de 2017.
| Pos. | Equipo               | PJ | PG | PE | PP | GF | GC | DG  | Pts. | Clasificado a    |
| ---- | -------------------- | -- | -- | -- | -- | -- | -- | --- | ---- | ---------------- |
| 1    | Estrella Roja        | 30 | 25 | 4  | 1  | 75 | 25 | +50 | 79   | Grupo campeonato |
| 2    | FK Partizan          | 30 | 23 | 4  | 3  | 59 | 17 | +42 | 73   | Grupo campeonato |
| 3    | FK Vojvodina         | 30 | 18 | 5  | 7  | 51 | 26 | +25 | 59   | Grupo campeonato |
| 4    | FK Napredak Kruševac | 30 | 15 | 7  | 8  | 35 | 23 | +12 | 52   | Grupo campeonato |
| 5    | FK Mladost Lučani    | 30 | 14 | 6  | 10 | 35 | 29 | +6  | 48   | Grupo campeonato |
| 6    | FK Radnički Niš      | 30 | 12 | 8  | 10 | 37 | 36 | +1  | 44   | Grupo campeonato |
| 7    | FK Voždovac          | 30 | 13 | 4  | 13 | 35 | 38 | −3  | 43   | Grupo campeonato |
| 8    | FK Javor Ivanjica    | 30 | 11 | 9  | 10 | 32 | 37 | −5  | 42   | Grupo campeonato |
| 9    | FK Čukarički         | 30 | 11 | 7  | 12 | 40 | 42 | −2  | 40   | Grupo descenso   |
| 10   | FK Spartak Subotica  | 30 | 10 | 8  | 12 | 38 | 47 | -9  | 38   | Grupo descenso   |
| 11   | FK Rad Belgrado      | 30 | 9  | 8  | 13 | 26 | 37 | −11 | 35   | Grupo descenso   |
| 12   | FK Bačka Palanka     | 30 | 8  | 3  | 19 | 17 | 37 | −20 | 27   | Grupo descenso   |
| 13   | FK Metalac Gornji    | 30 | 6  | 9  | 15 | 20 | 34 | -14 | 27   | Grupo descenso   |
| 14   | FK Radnik Surdulica  | 30 | 6  | 7  | 17 | 24 | 42 | −18 | 25   | Grupo descenso   |
| 15   | FK Novi Pazar        | 30 | 5  | 5  | 20 | 22 | 53 | −31 | 20   | Grupo descenso   |
| 16   | FK Borac Čačak       | 30 | 4  | 6  | 20 | 22 | 45 | −23 | 18   | Grupo descenso   |

### Grupo campeonato
Lo disputan los ocho primeros clasificados de la primera fase. Los puntos se dividen a la mitad redondeándolos al alza. Los equipos se enfrentan entre sí tan solo una vez.
  Actualizado el 21 de mayo de 2017.
| Pos. | Equipo               | PJ | PG | PE | PP | GF | GC | DG  | Pts. | Clasificado a                                 |
| ---- | -------------------- | -- | -- | -- | -- | -- | -- | --- | ---- | --------------------------------------------- |
| 1    | FK Partizan          | 37 | 30 | 4  | 3  | 78 | 22 | +56 | 58   | Segunda ronda de la Liga de Campeones 2017-18 |
| 2    | Estrella Roja        | 37 | 30 | 4  | 3  | 93 | 33 | +60 | 55   | Primera ronda de la Liga Europea 2017-18      |
| 3    | FK Vojvodina         | 37 | 22 | 6  | 9  | 58 | 31 | +27 | 43   | Primera ronda de la Liga Europea 2017-18      |
| 4    | FK Mladost Lučani    | 37 | 18 | 6  | 13 | 46 | 44 | +2  | 36   |                                               |
| 5    | FK Radnički Niš      | 37 | 15 | 9  | 13 | 47 | 46 | +1  | 32   |                                               |
| 6    | FK Napredak Kruševac | 37 | 16 | 8  | 13 | 44 | 36 | +8  | 30   |                                               |
| 7    | FK Voždovac          | 37 | 14 | 6  | 17 | 41 | 51 | -10 | 27   |                                               |
| 8    | FK Javor Ivanjica    | 37 | 11 | 10 | 16 | 34 | 50 | -16 | 22   |                                               |

### Grupo descenso
Actualizado el 21 de mayo de 2017.
| Pos. | Equipo              | PJ | PG | PE | PP | GF | GC | DG  | Pts. | Clasificado a               |
| ---- | ------------------- | -- | -- | -- | -- | -- | -- | --- | ---- | --------------------------- |
| 9    | FK Čukarički        | 37 | 15 | 7  | 15 | 54 | 49 | +5  | 32   |                             |
| 10   | FK Spartak Subotica | 37 | 14 | 9  | 14 | 47 | 55 | -8  | 32   |                             |
| 11   | FK Rad Belgrado     | 37 | 11 | 9  | 17 | 29 | 45 | -16 | 25   |                             |
| 12   | FK Radnik Surdulica | 37 | 9  | 10 | 18 | 35 | 48 | -13 | 25   |                             |
| 13   | FK Bačka Palanka    | 37 | 11 | 3  | 23 | 27 | 46 | -19 | 23   |                             |
| 14   | FK Borac Čačak      | 37 | 8  | 7  | 22 | 29 | 51 | -22 | 22   |                             |
| 15   | FK Metalac Gornji   | 37 | 8  | 10 | 19 | 27 | 43 | -16 | 21   | Primera Liga Serbia 2017-18 |
| 16   | FK Novi Pazar       | 37 | 7  | 6  | 24 | 29 | 68 | -39 | 17   | Primera Liga Serbia 2017-18 |

## Goleadores
Actualizado el 9 de abril de 2017.
| Pos. | Jugador                 | Equipo               | Goles |
| ---- | ----------------------- | -------------------- | ----- |
| 1    | Uroš Đurđević           | FK Partizan          | 17    |
| 2    | Leonardo da Silva Souza | FK Partizan          | 16    |
| 3    | Filip Malbašić          | FK Vojvodina         | 13    |
| 4    | Ognjen Mudrinski        | FK Spartak Subotica  | 12    |
| 5    | Darko Bjedov            | FK Javor Ivanjica    | 10    |
| 6    | Jovan Stojanović        | FK Voždovac          | 10    |
| 7    | Milan Bojović           | FK Mladost Lučani    | 10    |
| 8    | Aleksa Vukanović        | FK Napredak Kruševac | 10    |
| 9    | Aleksandar Paločević    | FK Vojvodina         | 9     |
| 10   | Marko Mrkić             | FK Radnički Niš      | 9     |